# Ahrensberg (Milmersdorf)

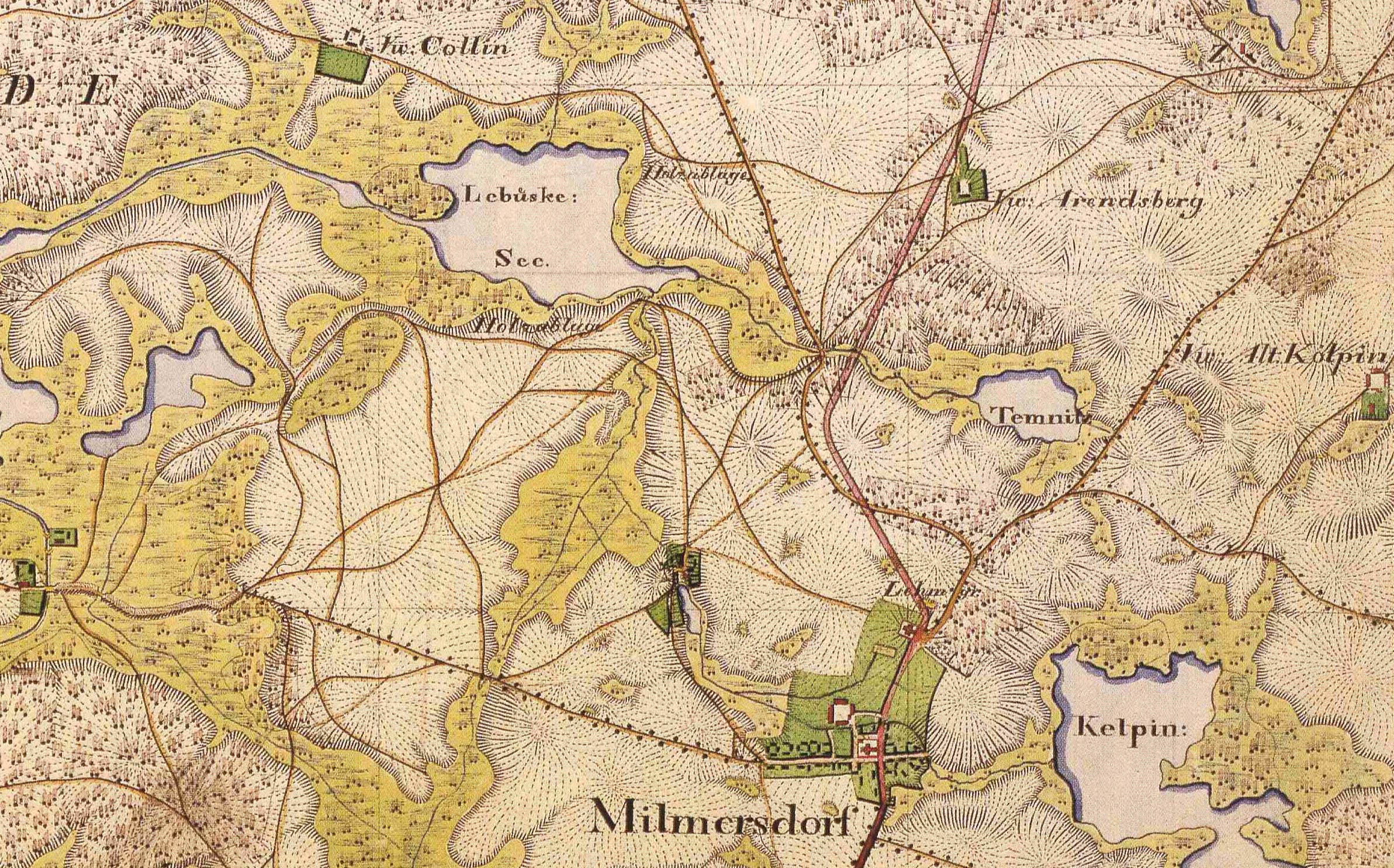
Milmersdorf mit den Vorwerken Ahrensberg, Alt Kölpin (Gem. Gerswalde), Collin, Milmersdorfer Mühle, und Ahrensnest (ohne Namen, am linken Rand), Ausschnitt aus dem Urmesstischblatt 2847 Templin von 1825

Ahrensberg war ein Vorwerk in der Gemeinde Milmersdorf (Landkreis Uckermark, Brandenburg). im Landkreis Uckermark (Brandenburg). Es wurde um/vor 1775 als Vorwerk des Rittergutes Milmersdorf aufgebaut und ist nach 1927 abgerissen worden.

## Lage
Ahrensberg lag 1,8 km nordnordöstlich vom Ortskern von Milmersdorf an der L 100 Richtung Mittenwalde. 1,4 km nordwestlich lag das ebenfalls abgegangene Vorwerk Collin, 1,6 km südöstlich das abgegangene Vorwerk Alt-Kölpin, und 2,3 km nordöstlich der Gemeindeteil Briesen der Gemeinde Gerswalde.
600 Meter südlich der alten Siedlungsstelle liegt der Temnitzsee, etwas über einen Kilometer nordöstlich der Große Briesensee und 1,2 km westlich der Labüskesee.

## Geschichte
Das Vorwerk wurde um/vor 1775 vom Königlich-Preußischen Hauptmann a. D. Joachim Rudolph von Arnim (1725–1781), seit 1760/62 Besitzer des Rittergutes Milmersdorf auf der wüsten Feldmark Lebüske aufgebaut. Dazu gehörte auch eine Ziegelei, die 800 Meter nordöstlich am Südwestufer des Temnitzsees lag. Damals wohnten drei Büdner- oder Einliegerfamilien mit 11 Mitgliedern in einem Familienhaus mit zwei Feuerstellen.
Nach dem Tod des unverheirateten Joachim Rudolph von Arnim am 4. Juni 1781 wurde sein einziger noch lebender Bruder Friedrich Erdmann (1720–1790) sein Lehnserbe. 1782 sollte ein weiteres Büdnerhaus für zwei ausländische Familien bei Ahrensberg aufgebaut werden. Vermutlich kam es aber nicht dazu, denn 1790 wohnten wie bisher nur zwei Büdnerfamilien in einem Familienhaus mit zwei Feuerstellen in Ahrensberg. Erbe von Milmersdorf nach dem Tod des Friedrich Erdmann von Arnim war dessen Sohn August Abraham (1753–1809). Nach Friedrich Wilhelm August Bratring wohnten auch 1801 auf dem Vorwerk und der Ziegelei Ahrensberg weiterhin nur zwei Büdnerfamilien an zwei Feuerstellen.
August Abraham von starb am 2. Februar 1809 in Milmersdorf. Erben von Milmersdorf waren die beiden zum Zeitpunkt des Todes des Vaters noch minderjährigen Söhne Heinrich Hermann (1802–1875) und Friedrich Wilhelm August (1805–1882). Das Rittergut Milmersdorf mit seinem Zubehör, darunter auch Ahrensberg war in dieser Zeit verpachtet. Um 1830 übernahm Heinrich Hermann die Bewirtschaftung des Gutes wieder selber in die Hand. Heinrich Hermann war in die königlich-Preußische Armee eingetreten, 1828 war er Leutnant. 1835 hatte das Vorwerk Ahrensberg 15 Einwohner.
1837 gehörte Ahrensberg (Arnsberg) noch den Brüdern Heinrich Hermann (1802–1875) und Friedrich Wilhelm August von Arnim (1805–1882) gemeinsam. Später fand Heinrich Hermann seinen Bruder Friedrich Wilhelm August ab und wurde alleiniger Besitzer von Milmersdorf. Für 1840 sind nun zwei Wohnhäuser nachgewiesen, in denen 17 Bewohner lebten. 1860 bestand das Vorwerk aus zwei Wohnhäusern und 11 Wirtschaftsgebäuden.
1871 ist Ahrensberg als Kalkofen Ahrensberg erwähnt. Die Siedlung zählte damals drei Wohnhäuser und hatte 28 Einwohner.
Heinrich Hermann starb am 3. Mai 1875 in Milmersdorf. Ihm folgte sein Sohn Hermann Richard (1833–1898) nach.
Hermann Richard von Arnim studierte Jura und Kameralwissenschaften und wurde 1854 Leutnant in der preußischen Armee. Er verheiratete sich 1856 mit Wilhelmine Auguste Jacobine Therese Helene von Arnim adH. Suckow (1836–1910). Danach war er ab 1859 bei der Regierung in Potsdam tätig. 1873 wurde er zum Landrat des Kreises Templin gewählt. Außerdem war er Königlich-Preußischer Regierungsrat und Stiftshauptmann von Zehdenick. Nach seinem Tod verkaufte sein Sohn Hermann Richard August Dietrich (1859–1915) 1899 das Gut Milmersdorf mit Collin, Ahrensberg und Hahnwerder. Auch die  Handbücher des Grundbesitzes im Deutschen Reiche von 1885 und 1896 verzeichnen die Ziegelei und die Kalkbrennerei. Die Größe des Vorwerk ist in keinem der Handbücher des Grundbesitzes separat angegeben, sondern in die Größe des Rittergutes Milmersdorf miteinbezogen.
Für 1903 und 1910 verzeichnet das Handbuch des Grundbesitzes im Deutschen Reiche Georg Iffland als neuen Besitzer des Gutes Milmersdorf. Unter den industriellen Anlagen ist für 1903 immer noch die Kalkbrennerei und eine Ziegelei vermerkt, die beim Vorwerk Ahrensberg lagen. Georg Iffland gab beide Anlagen auf, im Handbuch von 1910 sind sie nicht mehr aufgeführt. Verwalter des Rittergutes Milmersdorf war sein Bruder Kurt Iffland. In der Topographischen Karte 1:25.000 2847 Templin von 1911 ist der Kalkofen westlich vom Vorwerk eingezeichnet. 1925 hatte Ahrensberg noch 25 Einwohner.
1913 kaufte der Rechtshistoriker und Teilhaber der Firma Franz Haniel & Co. Bruno Eichwede (1881–1936) das Gut Milmersdorf. Er promovierte 1907 an der Universität Heidelberg. Er ließ es von Kurt Engelmann verwalten. 1921 hieß der Administrator (Verwalter) nun Böckelmann In den 1920er Jahren wurden die zwei Vorwerke Ahrensberg und Collin aufgegeben. 1931 werden Ahrensberg und Collin bereits nicht mehr als Wohnplätze der Gemeinde Milmersdorf aufgeführt. In der Topographischen Karte 1:25.000 Blatt-Nr. 2847 Templin von 1932 sind an der Stelle der Vorwerke nur noch Schuppen verzeichnet. Bruno Eichwede starb 1936. Seine Frau bewirtschaftete das Gut dann weiter. 1945 wurde der Besitz enteignet. Wann schließlich die Gebäude der Vorwerke Ahrensberg und Collin abgerissen wurden, ließ sich bisher nicht ermitteln.
| Jahr      | 1774 | 1790 | 1801 | 1817 | 1835 | 1840 | 1858 | 1871 | 1895  | 1925 |
| Einwohner | 11   | 17   | 10   | 12   | 24   | 17   | 26   | 28   | k. A. | 25   |

1874 wurde Ahrensberg zusammen mit Milmersdorf dem Amtsbezirk 9 Milmersdorf des Kreises Templin zugewiesen. Zum Amtsvorsteher gewählt wurde der Rittergutsbesitzer von Arnim auf Götschendorf, sein Stellvertreter war der Agent Pietscher in Milmersdorf. 1928 wurde der Gutsbezirk Milmersdorf mit dem Gemeindebezirk Milmersdorf zur Landgemeinde Milmersdorf vereinigt. 1931 sind Ahrensberg und Collin dann nicht mehr als Wohnplätze der Gemeinde Milmersdorf aufgeführt.